# 대통령의 딸 (1994년 영화)
"대통령의 딸"(The President's Daughter)은 한국에서 제작된 이영실 감독의 1994년 멜로/로맨스 영화이다. 유지원 등이 주연으로 출연하였고 이영실 등이 제작에 참여하였다.

## 출연

### 주연
- 유지원
- 이정성

### 조연
- 남궁원
- 선우용여
- 정길묵
- 정선우
- 김대운
- 박영지
- 한태일
- 박예숙
- 서정규
- 김희진
- 원웅재
- 김상원
- 이승일
- 나갑성
- 장춘언
- 최돈규
- 정혜조
- 문지현
- 최윤경
- 이은아
- 김동일

## 기타
- 제작부장: 박경식
- 조명: 조길수
- 스틸: 김규흥
- 조연출: 김주영
- 연출부: 김유석
- 연출부: 오영진
- 연출부: 김영규
- 작사: 이영실
- 노래: 이윤정
- 미술: 박원기
- 미용: 이미애
- 분장: 박미희
- 효과: 이재희
- 효과: 선규식